# Julio Pablo Chacón
Julio Pablo Chacón est un boxeur argentin né le 22 mai 1975 à Las Heras.

## Biographie
Aux Jeux olympiques d'été de 1996 à Atlanta, il est médaillé de bronze en catégorie poids plumes.
Passé professionnel en 1996, il devient champion du monde des poids plumes WBO le 16 juin 2001 après sa victoire au 6e round contre István Kovács. Chacón conserve sa ceinture face à Edward Barrios et Victor Polo puis perd contre l'écossais Scott Harrison le 19 octobre 2002. Il met un terme à sa carrière en 2005 sur un bilan de 54 victoires et 7 défaites.

## Référence
1. ↑  (en) Profil olympique de Julio Pablo Chacón sur sports-reference.com (archivé)
2. ↑  (en) Istvan Kovacs vs. Julio Pablo Chacon (boxrec.com)